# Mareyopsis longifolia
Espèce
Classification APG III (2009)
Mareyopsis longifolia est une espèce de plantes à fleurs du genre Mareyopsis (en) dans la famille des Euphorbiaceae. C'est un arbre ou un arbuste dioïque présent en Afrique.
Il a été tout d'abord décrit par Ferdinand Albin Pax, et a obtenu son nom actuel de Ferdinand Albin Pax et Käthe Hoffmann : Mareyopsis longifolia (Pax) Pax & K.Hoffm. Cet arbre fruitier est présent dans la forêt du Bassin du Congo et en Basse-Guinée.

## Description
C'est un petit arbre d'environ 15 cm de diamètre. Il peut atteindre jusqu'à 10 m de haut. Il produit des fruits blancs d'environ 2,5 cm de large et d'1,5 cm de long. Les graines de Mareyopsis longifolia mesurent entre 0,5 et 2 cm. Leur délai minimum de germination est de 13 jours.